# Frederick Stapleton
Frederick Stapleton (* 11. März 1877 in Nottingham; † 9. November 1939 ebenda) war ein britischer Schwimmer und Wasserballspieler.

## Karriere
Stapleton nahm 1900 an den Olympischen Spielen in Paris teil. In den Wettbewerben über 200 m Freistil und 200 m Hindernis erreichte er jeweils das Finale. Mit der Mannschaft vom Osborne Swimming Club nahm er außerdem am Wettbewerb im Wasserball teil. Hier gewann das Team die Goldmedaille.